# 翅萼龙胆
翅萼龙胆（学名：Gentiana kusnezowii）是龙胆科龙胆属的植物，是中国的特有植物。分布于中国大陆的云南等地，生长于海拔1,200米至2,000米的地区，多生长于林间草地，目前尚未由人工引种栽培。